# トラベルブック
トラベルブック株式会社は、メディア事業、インターネット広告事業を主とする日本の会社。東京都千代田区に本社を置く。

## 歴史
- 2014年
  - 5月 - メディア事業を主目的として設立。
- 2021年
  - 6月 - ゲーミングチーム「HYUGAR」とスポンサー契約を締結。